# Silvia Solar
Silvia Solar (eigentlich Geneviève Couzain, * 20. März 1940 in Paris; † 18. Mai 2011 in Lloret de Mar, Spanien) war eine französische Schauspielerin.

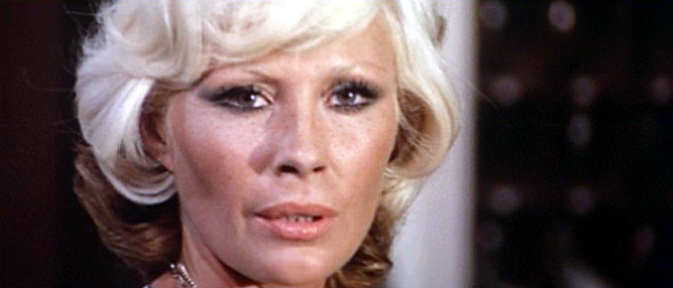
Silvia Solar in Gatti rossi in un labirinto di vetro (1975)

## Leben
Die gebürtige Pariserin gewann im Alter von 16 Jahren einen Schönheitswettbewerb und erhielt im Anschluss daran vom Produzenten und Regisseur Henri Diamant-Berger ihre erste Filmrolle. 1958 nach Spanien für die weibliche Hauptrolle in Antonio Románs Melodram „Los clarines del miedo“ verpflichtet, ließ sich die Nachwuchsmimin in Madrid nieder und trat als Silvia Solar in einer Fülle von durchschnittlichen, zum Teil aber recht populären Unterhaltungsproduktionen auf. Mit ihrem ersten spanischen Filmpartner, dem ehemaligen Torero Rogelio Madrid, war sie etliche Jahre verheiratet.
Solar wurde auf die Rolle des „schönen Beiwerkes“ festgelegt; sie war der Prototyp der „dekorativen Geliebten“ und „rassigen Freundin des Helden“, agierte aber auch mal als undurchsichtige femme fatale oder als bisweilen schurkische und gewitzte Gegenspielerin des Protagonisten.
Anfänglich erhielt die meist rothaarige Solar durchgehend Hauptrollen, mit Beginn der 1960er Jahre schrumpften ihre Parts ein wenig auf ein bisweilen mittelgroßes Maß. Sporadisch ging sie für Filme ins benachbarte Ausland, nach Frankreich oder Italien. Für zwei Jerry-Cotton-Streifen arbeitete die Schauspielerin (als Silvie Solar) 1965 und 1967 auch in bundesdeutschen Ateliers. Das Gros ihrer Arbeiten – Komödien, Romanzen, Dramen, Spionagethriller, Paella-Western, Horrorfilme sowie Kriegsabenteuer, Actionfilme und Erotikfilme – waren internationale Kassenschlager.

## Filmografie (Auswahl)
- 1957: C’est arrivè à 36 chandelles
- 1961: Madame Sans Gêne (Madame Sans Gêne)
- 1963: Cordoba (Llanto por un bandido)
- 1963: Eddie – Miezen und Moneten (La tela de araña)
- 1963: Gli eroi del West
- 1963: Geheimagentin in Gibraltar (Gibraltar)
- 1963: Relevo para un pistolero
- 1964: Cordoba (Llanto por un bandido)
- 1964: Das Gesetz der Zwei (I due violenti)
- 1964: La tumba del pistolero
- 1965: Aktion Todesmole (M M M 83 – Missione Morto Molo 83)
- 1965: Finger on the Trigger
- 1965: Mordnacht in Manhattan
- 1965: Sie nannten ihn Gringo
- 1966: Frank Collins 999 -- Mit Chloroform geht’s besser (Coplan ouvre la feu à Mexico)
- 1966: Mister Dynamit – Morgen küßt Euch der Tod
- 1967: Allô Police (Fernsehserie, 1 Folge)
- 1967: Dynamit in grüner Seide
- 1967: Mike Morris jagt Agenten in die Hölle (Il raggio infernale)
- 1967: Shamango (Gentleman Jo… uccidi)
- 1971: Die Haie von Barcelona (La redada)
- 1973: Das Schiff der gefangenen Frauen (La maison des filles perdues)
- 1974: Die heiße Nacht der Killer (La muerte llama a las diez)
- 1975: Labyrinth des Schreckens (Gatti rossi in un labirinto di vetro)
- 1980: Cannibal Terror (Terreur cannibale)
- 1981: Die Oase der gefangenen Frauen (L’oasis des filles perdues)
- 1992: Makinavaja, el ultimo choriso